# Едуард Наудашер
Едуард Наудашер (на немски: Eduard Naudascher) е германски предприемач, работил през голяма част от живота си в България.

## Биография

### Ранни години
Еудард Наудашер е роден на 10 май 1872 година в Отенхайм, днес част от Шванау, в Баден. Семейството му произлиза от това село, но тъй като баща му е работник по пътищата, то често се мести в различни части на югозападна Германия. Едуард е най-големият син и второто от осемте деца в семейството.
Наудашер тръгва на училище в Енген, но малко по-късно, през 1878 година, семейството отново се премества – в работническите предградия на Манхайм. Той не проявява голям интерес към учебната дейност и, докато повтаря осми клас, заради проблеми с латинския, напуска училище и става чирак в местната служба по дигите. Там той работи по заснемането на речни профили и корекции на коритото на Рейн и Некар, след което постъпва като прислужник в държавната строителна инспекция на Рейн и известно време посещава вечерни курсове в занаятчийско строително училище.
Към 1887 година Едуард Наудашер е нает за технически ръководител при изграждането на моста „Фридрих“ над Некар, по-късно заменен от днешния Курпфалцки мост. Той ръководи група, която извършва заснемането на съществувалия дотогава мост. При последвалата подготовка на строежа няма много ангажименти и посещава курсове по актьорско майсторство, но заради отсъствията си от работа през зимата на 1889 година е уволнен. Със съдействието на познат инженер напуска дома си и заминава за Обернбург, където става технически ръководител на започващото строителство на мост на река Майн. Тук в края на 1890 година с енергичните си действия предотвратява тежки щети по незавършената конструкция от неочакван ледоход по реката. Това привлича вниманието на ръководството на „МАН“, изпълнителят на металната конструкция на моста, и след завършването на строежа е назначен в централата на компанията в Нюрнберг.

### В „МАН“ и самостоятелен предприемач
След назначаването си в „МАН“, през есента на 1891 година Едуард Наудашер е изпратен в Хоенашау, за да извърши геодезически измервания за лесничейството в местното имение, купено от основателя на компанията Теодор фон Крамер-Клет. Той прекарва там половин година, след което е върнат в Нюрнберг и става чертожник в конструкторското бюро на „МАН“. Както в Ашау, така и в Нюрнберг, той участва в самодейни театрални и оперетни постановки.
Малко по-късно Наудашер е прехвърлен в конструкторското бюро на „МАН“ в Густавсбург, където се намира и основният завод на компанията за производство на метални конструкции за мостове. Там той живее в съседното предградие Костхайм и участва с малки роли в градския театър на Майнц. През октомври 1893 година е извикан на служба в армията и е изпратен в инженерна част в Мец, където остава в продължение на две години и се уволнява като подофицер.
След уволнението си от военна служба Едуард Наудашер се опитва да се върне на работа в Густавсбург, но от „МАН“ му предлагат само работа като технически ръководител в България, която той приема, отчасти за да избегне честите запаси в армията. Заминава през ноември 1895 година за София, където започва монтажа на металната конструкция на железопътния мост по линията София-Мездра над река Блато при село Славовци. Малко след това е извикан от ръководството на „МАН“ в Истанбул, откъдето заминава за анадолския град Акшехир. През следващите месеци участва в монтажа на няколко малки моста по железопътната линия от Ашехир до Кония, а през септември 1896 година се връща заедно с монтажната си група в България.
Отново в България, Наудашер ръководи монтажа на четири моста на река Струма по новостроящата се линия Перник-Радомир – един в Перник, два в Батановци и един при Радомир. След това той е командирован от „МАН“ при френския предприемач Пелерин, който му дава изключително изгодни финансови условия за срочния монтаж на мостовете по линията към Роман. Към декември 1896 година железопътната линия е изградена до Черепишкия манастир. Тъй като пътищата по-надолу по Искърското дефиле са прекъснати от падналия сняг, Наудашер организира рисковано спускане със салове по Искър до Мездра, за да превози необходимите му материали и оборудване. След като успешно монтира два моста над Искър между Мездра и Роман през януари е върнат на разпореждане при „МАН“.
През май 1897 година е Едуард Наудашер е изпратен в молдовския град Търгу Окна, за да монтира мостовете по строящата се там железопътна линия до Мойнещ. Той остава там около година, след което е върнат в Густавсбург. На 24 септември 1898 година се жени за Хелене Елзенер (1869 – 1938), швейцарка, чийто брат основава ножарско предприятие, известно днес като „Викторинокс“. След кратко пътуване до Швейцария, в края на декември двамата заминават за България. Наудашер се договаря с „МАН“ да монтира няколко моста с право на участие в печалбата, но губи позицията си като служител на компанията. След като монтира моста на Марица на линията Пловдив-Чирпан при Пловдив и мост при Бяла на линията Русе-Търново, той напуска „МАН“, заради влошаващите се отношения с част от ръководството.
Наудашер веднага сключва договор с дял от печалбата от монтажа с „Пелерин“ и заминава с екипа си в Дръгъшан, където поема монтажа на 400-метров мост над Олт, доставен от италианската компания „Сочиета Национале Офичине ди Савиляно“. През пролетта на 1900 година се премества в Галац, където монтира поредица мостове на френската „Сосиете де пон е траво ан фер“ (днес част от „Ефаж Метал“).
В края на 1901 година Румъния изпада във финансова криза и много публични строежи са замразени. По тази причина Едуард Наудашер прекратява сътрудничеството си с „Пелерин“ и заминава за Италия, където „Савиляно“ му възлага поредица от проекти. В началото на 1902 година той монтира няколко моста между Балсорано и Авецано в Абруцо, в края на годината – мост в Каляри, през 1903 година участва в реконструкцията на мостовете между Катания и Палермо, след това – в монтажа на халета във Флоренция.

### Създаването на „Гранитоид“
През 1904 година Едуард Наудашер се връща в България, след като „Пелерин“ му възлага строителството на два моста при Белослав. Тук той за пръв път се сблъсква със строителството със стоманобетон. Мостовете трябва да бъдат изградени върху много слаба основа и е предвидено използването на кесони. Наудашер пътува до Гюргево, където по това време се изграждат подобни съоръжения с частично използване на стоманобетон.
Той вижда в стоманобетона, който по това време е техническа новост в световен мащаб, възможност да развие строителната си дейност независимо от големите европейски производители на метални конструкции. След като се снабдява с литература по темата, той посещава София, за да представи технологията пред Министерството на обществените сгради, пътищата и съобщенията. То вижда в стоманобетона възможност за ограничаване на вноса и изпраща експертна група, която да разгледа вече изпълнени стоманобетонни съоръжения в Румъния.
След завършването на мостовете при Белослав, през 1905 година Наудашер строи за „Пелерин“ мост в местността Пода край Бургас, между Мандренското езеро и Черно море. По негово настояване кесоните на моста са изпълнение от стоманобетон и стават първата стоманобетонна конструкция в България.
По време на строежа на моста в Пода, Наудашер представя стоманобетонните конструкции пред 12-членна комисия от водещи български инженери. На 6 април са отляти три пробни елемента – пълностенна и решетъчна греда и телефонен стълб, които месец по-късно са изпитани и е демонстрирана значително по-високата от проектната носимоспособност. В деня на изпитанията му е възложено изграждането на малък десетметров стоманобетонен мост в близост до металния. И двата моста са успешно завършени през лятото, но Наудашер и съпругата му се разболяват от малария.
През лятото на 1905 година Едуард Наудашер се установява в София и купува терен в съседното село Подуяне, при днешния булевард „Ситняково“, където изгражда стопански постройки и къща за семейството си. През следващите години стоманобетонът придобива популярност и той строи множество мостове, канализационни колектори и промишлени сгради. През 1908 година основава командитното дружество „Гранитоид“, в което негови съдружници стават инженер Георги Атанасов, финансистът Иван Буров и Никола Иванов. Бързоразвиващата се столица предоставя множество възможности и реализацията на идеите му не закъснява. Сред първите успешни проекти на Наудашер е мащабна поръчка като част от изграждането на софийската канализационна мрежа. Като част от този проект са заменени зиданите колектори с нови железобетонни колектори, производство на Наудашер.

### Периодът на войните
С разрастването на извършваното от „Гранитоид“ стоманобетонно строителство се стига до решение предприятието да започне собствено производство на цимент. През лятото на 1912 година то е преобразувано в акционерно дружество и започва подготовката за изграждане на циментов завод при Батановци. Работите по завода са прекъснати от мобилизацията в навечерието на Балканската война, но скоро са подновени, като повечето сгради са построени от османски военнопленници. През лятото на 1913 година заводът започва работа и с първия произведен цимент е построен голям резервоар край София.
След началото на Първата световна война през 1914 година Наудашер е формално мобилизиран, но остава в София на разположение на германското посолство. По това време „Гранитоид“ участва в опити за контрабандно прехвърляне на боеприпаси от Германия към Галиполи. След влизането на България във войната заводът започва да работи интензивно и играе важна роля за изграждането на военни съоръжения на Солунския фронт. За да се увеличи неговия капацитет от Черна вода е пренесена втора циментова пещ, която след края на войната е върната на белгийските си собственици.
През 1918 година Едуард Наудашер е уволнен от армията, за да се концентрира върху работата си в „Гранитоид“. Тъй като Солунското примирие предвижда германските граждани да напуснат България в срок от 24 часа, той заминава за Берлин, а малко след това за Швейцария. Там той купува селска къща в планинското селище Брунен и през следващите месеци се занимава с благоустрояването на имота.

### 20-те години
Едуард Наудашер се връща със семейството си в България през 1920 година и постепенно възстановява дейността на „Гранитоид“. Поръчана е втора пещ за завода в Батановци, оборудването към която е с електрическо задвижване. С тази цел той се свързва с инженерите Виктор Самсаров и Златаров, които имат концесия за изграждане на водноелектрически централи в Рила. На 6 май 1922 година с тази цел е основано акционерното дружество „Орион“, присъединено през 1926 година към „Гранитоид“. Строителството на първата централа – ВЕЦ „Рила“ – започва през 1922 година и след прекъсвания, заради финансови затруднения, тя заработва в края на 1923 година, а няколко дни по-късно заводът в Батановци е захранен с електричество.
През 1924 година „Гранитоид“ купува строящата се въгледобивна мина край Горна Джумая и създава дъщерното акционерно дружество „Пирин“ (присъединено към „Гранитоид“ през 1930 година). През 1927 година заработва и трета пещ в циментовия завод, а през следващата година – ВЕЦ „Пастра“. За десетилетие производството на цимент нараства почти десет пъти, достигайки 142 хиляди тона през 1929 година. През 1930 година е пусната и четвъртата и най-голяма пещ с капацитет 300 тона дневно, а през следващата година при мина „Пирин“ е открита фабрика за брикети.
През 1928 година Едуард Наудашер е обявен за консул на Германия в България.

### Последни години
През 30-те години Наудашер инициира няколко проекта, които не се реализират – разработване на мини в Родопите, внедряване на бетонни настилки в пътното строителство, износ на цимент за Палестина. Въпреки това „Гранитоид“ се развива добре и сочено като най-голямото промишлено предприятие в страната. През 1937 година е купена въгледобивната мина при Брежани, а през следващите години са изградени и високите язовири и електроцентрали на Водноелектрическа каскада „Рила“. Капацитетът на циментовия завод достига 200 хиляди тона годишно.
През 1939 година, след привличането на германски съдружници в „Пирин“ АД все пак започва разработването на оловно-цинковите находища при Кърджали. През 1941 година „Гранитоид“ поставя началото на промишления комплекс в днешния Димитровград – купена е въгледобивна мина в Маришкия басейн, започва изграждането на циментовия завод „Вулкан“ с годишен капацитет 100 хиляди тона, изградена е топлоелектрическа централа.
През 1944 година Наудашер получава тежък инсулт и остава частично парализиран. Живее във вилата си в Жабокрек, където се намира и управлението на Каскадата „Рила“, а управлението на „Гранитоид“ е поето от племенника му Едуард Наудашер-младши. През август 1944 година, при напредването на съветското настъпление на Източния фронт, Наудашер заминава за Германия и се установява в Халберщат при една от сестрите си. Няколко дни след заминаването му комунистите нападат вилата му в т.нар. Жабокрекска акция, избивайки няколко германски войници и сътрудници на „Гранитоид“.
Едуард Наудашер умира на 18 февруари 1945 година в Халберщат.

## Отличия
- Орден „За гражданска заслуга“, III степен (1930)[24]
- Орден „Свети Александър“ (1937)[24]
- Орден „За гражданска заслуга“, II степен (1940)[24]